# Comunità di Nunavut
Questo è un elenco di tutte le comunità nel territorio di Nunavut, in Canada. Molte di queste comunità hanno un nome corrispettivo nelle lingue locali Inuktitut o Inuinnaqtun, mentre alcuni altri toponimi sono direttamente termini Inuktitut o Inuinnaqtun. A quanto afferma in censimento del Canada nell'anno 2006, la popolazione di Nunavut era di 29.474 persone, con un incremento demografico del 10,2% rispetto ai dati di quello del 2001.

## Comunità riconosciute dal governo di Nunavut
| Comunità                      | Inuktitut - Inuinnaqtun   | Caratteri Inuktitut | Traduzione                                                       | Regione     | Popolazione 2006 | % crescita dal 2001 | Coordinate             |
| Arctic Bay                    | Ikpiarjuk                 | ᐃᒃᐱᐊᕐᔪᒃ             | Cavità                                                           | Qikiqtaaluk | 690              | 6,8%                | 73°02′11″N 85°09′09″W  |
| Arviat                        |                           | ᐊᕐᕕᐊᑦ               | Balena della Groenlandia                                         | Kivalliq    | 2.060            | 8,5%                | 61°06′29″N 94°03′25″W  |
| Baker Lake                    | Qamani’tuaq               | ᖃᒪᓂᑦᑐᐊᖅ             | Grande lago unito da un fiume alle estremità                     | Kivalliq    | 1.728            | 14,7%               | 64°19′05″N 96°01′03″W  |
| Bathurst Inlet                | Kingoak                   | ᑭᖓᐅᓐ                | Naso                                                             | Kitimeot    | 0                | -100,0%             | 66°50′00″N 108°02′00″W |
| Cambridge Bay                 | Iqaluktuuttiaq            | ᐃᖃᓗᒃᑑᑦᑎᐊᖅ           | Luogo di pesca propizio                                          | Kitimeot    | 1.477            | 12,8%               | 69°07′02″N 105°03′11″W |
| Cape Dorset                   | Kinngait                  | ᑭᙵᐃᑦ                | Cima dell'isola                                                  | Qikiqtaaluk | 1.236            | 7,7%                | 64°13′54″N 76°32′25″W  |
| Chesterfield Inlet            | Igluligaarjuk             | ᐃᒡᓗᓕᒑᕐᔪᒃ            | Luogo con poche case                                             | Kivalliq    | 332              | -3,8%               | 63°20′27″N 90°42′22″W  |
| Clyde River                   | Kangiqtugaapik            | ᑲᖏᖅᑐᒑᐱᒃ             | Piccola e carina insenatura                                      | Qikiqtaaluk | 820              | 4,5%                | 70°28′26″N 68°35′10″W  |
| Coral Harbour                 | Salliit                   | ᓴᓪᓖᑦ                | Isola larga e piatta di fronte alla terraferma                   | Kivalliq    | 769              | 8,0%                | 64°08′13″N 83°09′51″W  |
| Gjoa Haven                    | Uqsuqtuuq                 | ᐅᖅᓱᖅᑑᖅ              | Luogo di abbondanza di grasso di balena                          | Kitimeot    | 1.064            | 10,8%               | 68°37′33″N 95°52′30″W  |
| Grise Fiord                   | Aujuittuq                 | ᐊᐅᔪᐃᑦᑐᖅ             | Luogo che non si scioglie mai                                    | Qikiqtaaluk | 141              | -13,5%              | 76°25′03″N 82°53′38″W  |
| Hall Beach                    | Sanirajak                 | ᓴᓂᕋᔭᒃ               | Litorale                                                         | Qikiqtaaluk | 654              | 7,4%                | 68°46′38″N 81°13′27″W  |
| Iglulik                       | Iglulik                   | ᐃᒡᓗᓕᒃ               | Luogo degli igloo                                                | Qikiqtaaluk | 1.538            | 19,6%               | 69°22′34″N 81°47′58″W  |
| Iqaluit (capoluogo regionale) |                           | ᐃᖃᓗᐃᑦ               | Luogo dai molti pesci                                            | Qikiqtaaluk | 6.184            | 18,1%               | 63°44′55″N 68°31′11″W  |
| Kimmirut                      |                           | ᑭᒻᒥᕈᑦ               | Sperone                                                          | Qikiqtaaluk | 411              | -5,1%               | 62°50′48″N 69°52′07″W  |
| Kugaaruk                      | Arviligjuaq               | ᑳᒑᕐᑭᓪ               | Luogo con numerose balene (Arviligjuaq), Piccola onda (Kugaaruk) | Kitimeot    | 688              | 13,7%               | 68°31′59″N 89°49′36″W  |
| Kugluktuk                     | Qurluqtuq                 | ᖁᕐᓗᖅᑐᖅ              | Dove l'acqua cade (Qurluqtuq), Due persone stupite (Kugluktuk)   | Kitimeot    | 1.302            | 7,4%                | 67°49′32″N 115°05′42″W |
| Pangnirtung                   | Pangniqtuuq               | ᐸᖕᓂᖅᑑᖅ              | Luogo del caribù maschio                                         | Qikiqtaaluk | 1.325            | 3,8%                | 66°08′52″N 65°41′58″W  |
| Pond Inlet                    | Mittimatalik              | ᒥᑦᑎᒪᑕᓕᒃ             | Luogo dove Mittiima è sepolto                                    | Qikiqtaaluk | 1.315            | 7,8%                | 72°41′57″N 77°57′33″W  |
| Qikiqtarjuaq                  |                           | ᕿᑭᖅᑕᕐᔪᐊᖅ            | Grande isola                                                     | Qikiqtaaluk | 473              | -8,9%               | 67°33′29″N 64°01′29″W  |
| Rankin Inlet                  | Kangiqiniq or Kangirliniq | ᑲᖏᕿᓂᖅ or ᑲᖏᖅᖠᓂᖅ     | Piccola insenatura                                               | Kivalliq    | 2.358            | 8,3%                | 62°48′35″N 92°05′58″W  |
| Repulse Bay                   | Naujaat                   | ᓇᐅᔮᑦ                | Luogo di riposo per gabbiani                                     | Kivalliq    | 748              | 22,2%               | 66°31′19″N 86°14′06″W  |
| Resolute                      | Qausuittuq                | ᖃᐅᓱᐃᑦᑐᖅ             | Luogo senza alba                                                 | Qikiqtaaluk | 229              | 6,5%                | 74°41′51″N 94°49′56″W  |
| Sanikiluaq                    |                           | ᓴᓂᑭᓗᐊᖅ              | Chiamata (così) per un uomo che correva veloce                   | Qikiqtaaluk | 744              | 8,8%                | 56°32′34″N 79°13′30″W  |
| Taloyoak                      | Talurjuaq                 | ᑕᓗᕐᔪᐊᕐᒃ             | Grande caribù cieco                                              | Kitimeot    | 809              | 12,4%               | 69°32′13″N 93°31′36″W  |
| Whale Cove                    | Tikirarjuaq               | ᑎᑭᕋᕐᔪᐊᖅ             | Punto lontano                                                    | Kivalliq    | 353              | 15,7%               | 62°10′22″N 92°34′46″W  |

| Popolazioni regionali               | Popolazioni regionali  | Popolazioni regionali |
| ----------------------------------- | ---------------------- | --------------------- |
| Kitikmeot                           | 6 comunità             | 5.361                 |
| Kitikmeot                           | Kitikmeot, Unorganized | 21                    |
| Kivalliq ("Keewatin" per StatsCan)  | 7 comunità             | 8.348                 |
| Kivalliq ("Keewatin" per StatsCan)  | Keewatin, Unorganized  | 0                     |
| Qikiqtaaluk ("Baffin" per StatsCan) | 13 comunità            | 15.765                |
| Qikiqtaaluk ("Baffin" per StatsCan) | Baffin, Unorganized    | 5                     |